# Santa Cecília de Riutort
Santa Cecília de Riutort és un edifici del municipi de la Pobla de Lillet (Berguedà) protegida com a bé cultural d'interès local.

## Descripció
Per arribar a l'església de Santa Cecília de Riutort s'ha d'agafar una curta pista des de la carretera de Guardiola de Berguedà a la Pobla de Lillet, entre els km. 67 i 68; passada l'antiga estació "Riutort-Gavarrós" del carrilet.
És un temple d'una sola nau, de reduïdes dimensions, i coberta amb volta de canó. A llevant hi ha un arc triomfal tapiat que devia donar entrada a l'absis, actualment ensorrat. La porta d'entrada, a migdia, disposa d'un arc de mig punt adovellat. Queden les restes d'un campanar d'espadanya de dues arcades. A l'exterior, el mur està reforçat amb dos grossos contraforts. Al centre de la nau hi ha uns esglaons que baixen a una cripta que està coberta amb volta de canó i té un forat d'una sepultura. L'edifici originàriament estava projectat que fos més espaiós, com es pot veure en el mur de tramuntana, que segueix més enllà que el mur de ponent, però es van canviar els plans originals i es va escurçar pel cantó de ponent.

## Història
El lloc de Riutort és esmentat per primera vegada l'any 880 com a lloc donat a Ripoll pel prevere Ariülf. La primera menció a l'església és de l'any 1168, quan Arnau de Vilanova va vendre a carta de gràcia la tercera part del delme que rebia de Santa Cecília. L'església depenia de la comunitat agustiniana de Sant Jaume de Frontanyà. L'any 1632, l'església de Santa Cecília era sufragània de Sant Martí de Brocà, situació que es mantenia encara al segle xviii. A començaments del segle xx, l'església ja no tenia culte.